# PowerPC 400
A PowerPC 400 család 32 bites RISC processzormagok sorozata, amelyek a Power Architektúra technológiáján alapulnak és kifejezetten beágyazott rendszerekhez tervezték őket. A magok kialakítása olyan, hogy elférjenek különféle speciális alkalmazásokban, amelyek felhasználási köre az egylapkás rendszerekbe (SoC) épített mikrovezérlőktől a hálózati készülékeken, alkalmazásspecifikus integrált áramkörökon (ASIC) és FPGA-kon át a set-top boxokig, tárolóeszközökig és akár a szuperszámítógépekig terjedhet.
Az Applied Micro Circuits Corporation (AMCC) 2004 áprilisában az IBM-től 227 millió dollárért megvásárolta a 400-as család magjaival kapcsolatos eszközöket és technológiát, és jelenleg ez a cég forgalmazza a processzorokat, saját neve alatt. Az IBM továbbra is fejleszti a magokat és szállítja az újabb kialakításokat, valamint szerződéses bérgyártó (foundry) szolgáltatást biztosít a magokhoz. Néhány típus OEM licence beszerezhető az IBM-től és a Synopsystól is.

## Változatok
| Név         | futószalag-fokozatok |
| ----------- | -------------------- |
| PowerPC 401 | 3                    |
| PowerPC 405 | 5                    |
| PowerPC 440 | 7                    |
| PowerPC 470 | 9                    |

### PowerPC 403
Az 1994-ben bevezetett PowerPC 403 az első PowerPC processzorok egyike volt. Ez a processzor szigorúan a beágyazott piacot célozta. Más akkori PowerPC processzorokkal összehasonlítva (PowerPC 601, PowerPC 603 és PowerPC 604) ez egy igen kis teljesítményű alsó kategóriás darab volt, például nem volt memóriakezelő egysége (MMU) vagy beépített lebegőpontos egysége sem. A magokat egyedi csipekhez kínálták, és az előre tokozott változatokban, amelyek között voltak MMU-val felszerelt verziók is, a sebességük 20-tól 80 MHz-ig terjedt.
A PowerPC 403 alkalmazási köre többek között a vékony kliensek, set-top boxok, RAID-vezérlők, hálózati switchek és printerek. Az első TiVo videórögzítő készülék egy 54 MHz PowerPC 403GCX típust használt.
Az AMCC 2004-ben megvásárolta a 403 kialakítás terveit az IBM-től, de úgy döntött, hogy nem dobja piacra, hanem inkább a 405 és 440 magokra összpontosít.

### PowerPC 401
A 403-as igen népszerű volt, de egyes alkalmazások számára még ez is túl nagy teljesítményű és drága volt, így 1996-ban az IBM kiadott egy leegyszerűsített PowerPC magot, amelyet PowerPC 401-nek nevezett el. Ennek egy egy kibocsátású, háromfokozatú futószalagja van, nem rendelkezik MMU-val és DMA-val, és csak 2 KiB utasítás és 1 KiB adat L1 gyorsítótára van. A kialakítás mindössze 85 000 tranzisztort tartalmaz és legfeljebb 100 MHz-es órajelen működhet, miközben fogyasztása 0,1 W vagy kevesebb. A 401-es magokat set-top boxokban, telekommunikációs switchekben, printerekben és faxokban használják.

### PowerPC 405

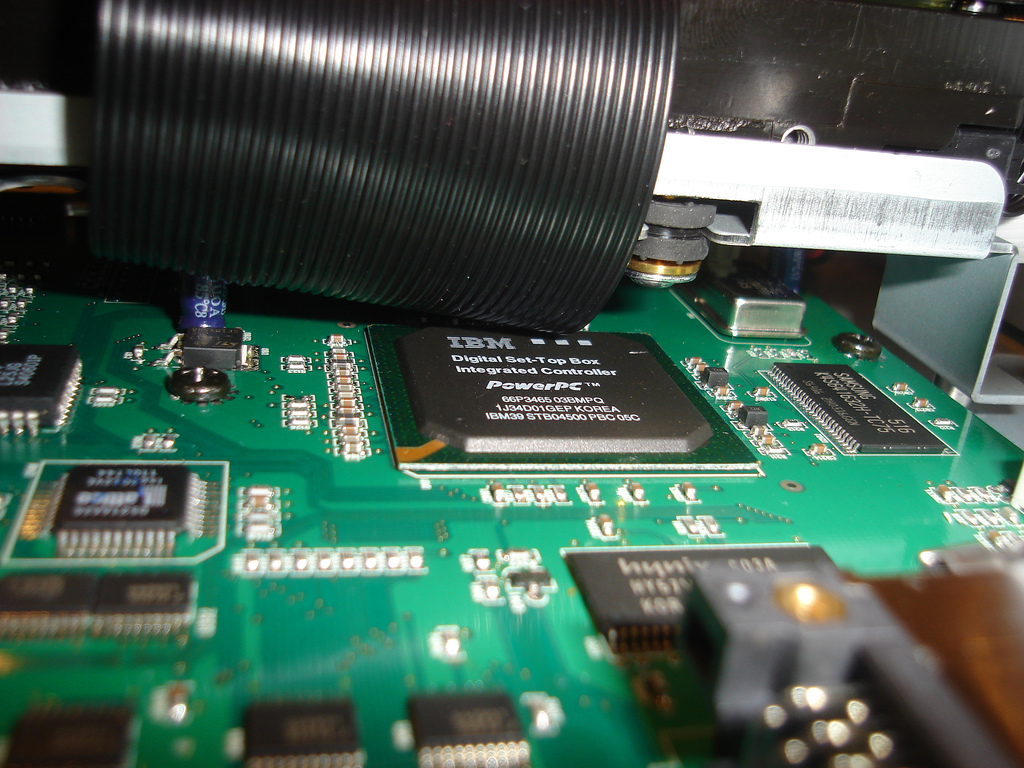
IBM STB04500 egy Dilog DT 550 set-top boxban: egy 252 MHz-es PowerPC 405-ön alapuló SoC hajtja

A PowerPC 405-öt 1998-ban bocsátották ki és ár- vagy teljesítmény-érzékeny kis teljesítményű beágyazott egylapkás rendszerek számára tervezték. Ennek egy ötfokozatú futószalagja van, külön 16-16 KiB-os L1 utasítás- és adat-gyorsítótárai, egy CoreConnect síne, és egy bővítésekre szolgáló kiegészítő feldolgozóegység- (Auxiliary Processing Unit, APU) interfésze van, 400 MHz-et meghaladó órajeleket is támogat. A 405 mag megfelel az aktuális Power ISA v.2.03 „Book III-E” specifikációnak. Mind az AMCC, mind az IBM fejleszt és forgalmaz 405-ös magot használó processzorokat. Az IBM és a Synopsys teljesen szintetizálható magot is kínál. Az IBM bejelentette, hogy ingyen rendelkezésre bocsátja a PowerPC 405 mag specifikációit az akadémiai és kutató-közösség számára.
A PowerPC 405-alapú alkalmazások körében megtalálhatók digitális kamerák, modemek, set-top boxok (pl. az IBM STB04xxx processzorok), rádiótelefonok, GPS eszközök, printerek, faxok, hálózati kártyák, hálózati switchek, tárolóeszközök és szerverekben használt szervizprocesszorok. A Xilinx Virtex-II Pro és Virtex-4 FPGA-kban legfeljebb két 405 mag alakítható ki. 2004-ben a Hifn kommunikációs cég megvásárolta az IBM PowerNP hálózati processzorait, amelyek szintén a 405-ös magot alkalmazzák.

#### V-Dragon
A kínai Culturecom cég 405-ös magot használ V-Dragon processzorában, amit Linux terminálokban és set-top-boxokban alkalmaz. A V-Dragon processzor tartalmaz egy „többnyelvű karaktergeneráló motort” (Multilingual Character Generation Engine, MCGE) amely a kínai írásjegyek előállítását és feldolgozását végzi közvetlenül magában a CPU-ban.

#### APM801xx
Az AppliedMicro cégnek van egy PowerPC 405 magon alapuló egylapkás rendszer terméksorozata, amelyet az APM801xx néven forgalmaz. Ezek a legenergiahatékonyabb Power Architektúra-alapú termékek (2010 őszén), max. 800 MHz-es órajelet támogatnak, fogyasztásuk 1 W körüli, vagy 0,3 W üresjáratban. Hálózati alkalmazásokban, tároló- és médiaeszközökben használják.

#### POWER8 integrált vezérlő
A POWER8 processzor tartalmaz egy beágyazott, lapkára integrált teljesítmény- és hőmérséklet-szabályozó mikrovezérlőt, az úgynevezett POWER8 on-chip controller (OCC) vezérlőegységet. Ez egy PowerPC 405 processzoron alapul, belső 512 KiB-os dedikált statikus RAM tárral; az OCC a teljes gazdacsipet monitorozza és felügyeli.

### PowerPC 440

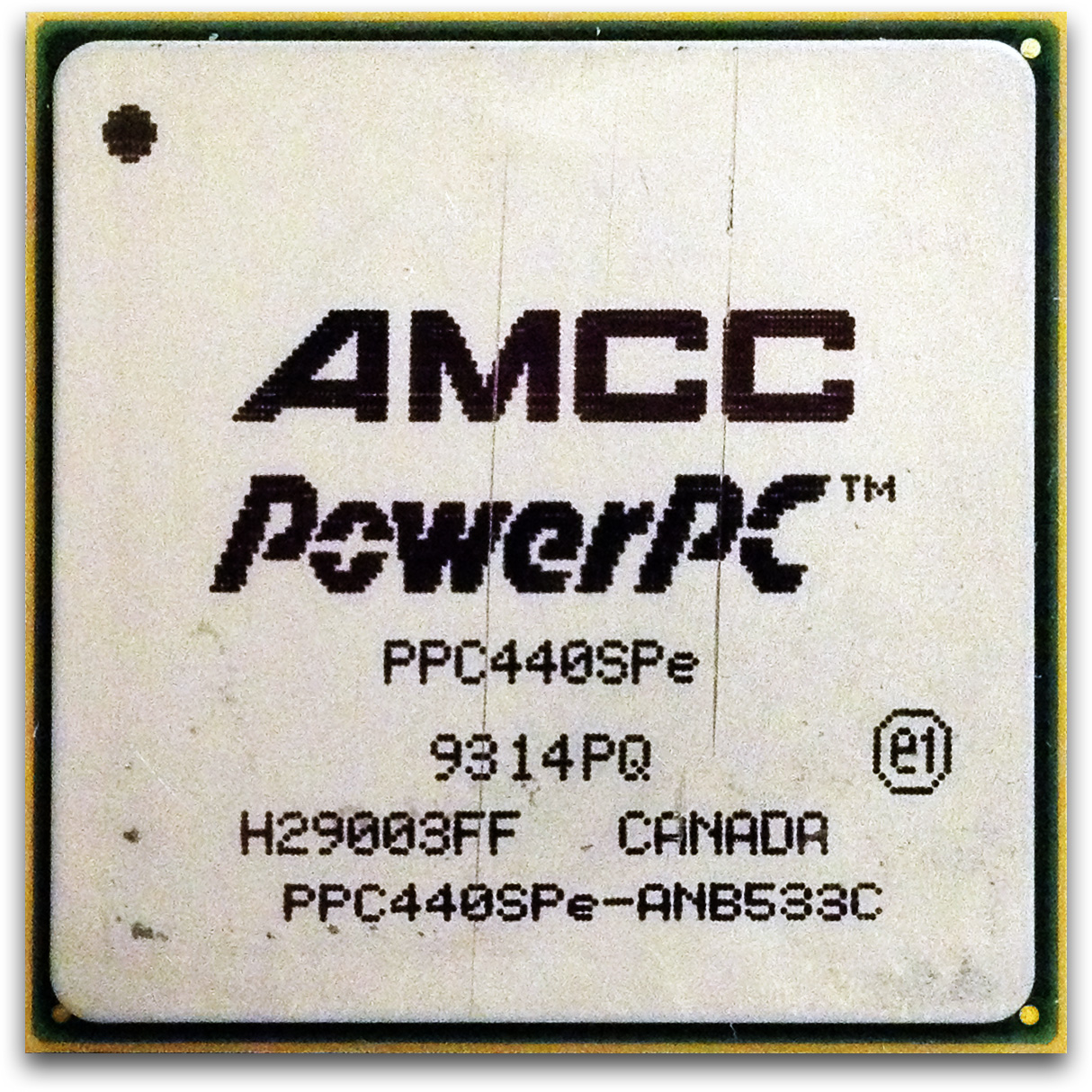
533 MHz-es AMCC PowerPC 440SPe processzor az Apple Xserve RAID vezérlőjéből

A PowerPC 440-est 1999-ben mutatták be; ez volt az első PowerPC mag az IBM-től, amely magában foglalja a PowerPC specifikáció „Book E” kiterjesztését. Rendelkezik ezen kívül egy CoreConnect technológiájú sínnel, ami a PowerPC-alapú egylapkás rendszereken belüli részegységek közötti kommunikációra szolgál.
Ez egy nagy teljesítményű mag, különálló 32 KiB L1 utasítás- és adat-gyorsítótárakkal, hét fokozatú sorrenden kívüli kétszeres kibocsátású futószalaggal, max. 800 MHz-es órajel támogatással és max. 256 KiB-ig skálázható L2 gyorsítótárakkal. A magból hiányzik a lebegőpontos egység, ám kialakítható benne egy négy fokozatú futószalagos FPU, az APU (kiegészítő feldolgozóegység, Auxiliary Processing Unit) interfész segítségével. A 440-es mag megfelel a Power ISA v.2.03 „Book III-E” specifikációjának.
Xilinx Virtex-5 FXT FPGA-kon egy vagy két 440-es mag alakítható ki, az alkalmazott változattól függően.
Az AMCC és az IBM is fejleszt és forgalmaz 440-es magon alapuló processzorokat. Az IBM és Synopsys teljesen szintetizálható magokat is kínál.

#### BRE440 Rad Hard SOC
A Broad Reach Engineering IBM 440-es szintetizált magot használ egy sugárzástűrő beágyazott egylapkás rendszer (SoC) felépítéséhez, amely különféle perifériákat (két ethernet MAC, PCI, memóriavezérlők, DMA vezérlők, EDAC és SIO), 32 KiB L1 gyorsítótárat és 256 KiB második szintű gyorsítótárat tartalmaz. Ez az eszköz a Honeywell HX5000 150 nm-es sugárzástűrő folyamatával készül. A BRE440 néhányszor tíz MHz-től max. 150 MHz-ig terjedő sebességen fut.

#### QCDOC
A QCDOC egy egyedi szuperszámítógép, amelyet kicsi de rendkívül számításigényes kvantumfizikai problémák megoldására terveztek. Egyedi 440-alapú ASIC-ek használatával épül fel, a csúcsteljesítménye közelítőleg 10 TFLOPS.

#### Blue Gene/L
Kétmagos 440-es processzorokat alkalmaznak az IBM Blue Gene/L szuperszámítógépében amelynek egy installációja 2008 júniusáig több éven át vezette a szuperszámítógépek TOP500 listáját, közel 500 teraFLOPos csúcsteljesítménnyel 2008-ban.

#### SeaStar
A 440-es magot felhasználják a Cray XT3, XT4 és XT5 szuperszámítógépekben, amelyek SeaStar, SeaStar2 és SeaStar2+ kommunikációs processzorai szorosan csatolt HyperTransport memóriainterfészen keresztül irányítják a szuperszámítógépes klaszterek csomópontjai közötti kommunikációt. A SeaStar eszköz 6,4 GB/s sebességű adatátvitelt biztosít az Opteron-alapú processzorokhoz HyperTransport kapcsolaton keresztül (ezek együtt alkotnak egy feldolgozóelemet, PE-t), valamint hat 7,6 GB/s sebességű átviteli csatornát a szomszédos PE-khez. A SeaStar2+ 9,6 GB/s csomóponton belüli (intra-node) sávszélességet és hibajavító funkcionalitást nyújt a csomópontok közötti útvonalakon fellépő hibák kiküszöbölésére.

#### AMCC 460
Az AMCC PowerPC 460EX és 460GT 440-es magon alapuló processzorok.
0,6-tól 1,2 GHz-ig terjedő órajelen futnak, beépített DDR vagy DDR2 SDRAM vezérlővel, USB 2.0, PCIe, SATA, és Gigabit Ethernet támogatással rendelkeznek.

#### Titan
Az Intrinsity tervezte a volt Titan mikroprocesszor magját az AppliedMicro számára, a PowerPC 440 mag specifikációjából kiindulva, teljesen az alapoktól kezdve. Az AppliedMicro a Titan magot az APM832xx nagy teljesítményű egylapkás rendszer terméksorozatában használta, ám ezek a darabok nem kerültek a piacra.

#### Virtex-5 FXT
A Xilinx Virtex-5 FXT FPGA termékvonalában max. két PPC440 mag alakítható ki. A beágyazott PPC440-es maximális frekvenciája 550 MHz lehet, a processzorok a környező FPGA-n kialakított áramkörökhöz egy speciális crossbar kapcsolón keresztül csatlakozhatnak, ami több mint 2,6-szorosára növeli a Virtex-5 FXT család rendszerteljesítményét a Virtex-4 FX családdal kialakított beágyazott PPC405-höz képest.

#### Acalis CPU872
A 2009-ben megjelent Acalis CPU872 egy nagymértékben specializált biztonsági egylapkás rendszer (SoC) csip, a CPU Tech cégtől (amelyet 2013-ban felvásárolt a Boeing) Az eszközt nagymértékben érzékeny és kritikus fontosságú rendszerekhez, például katonai alkalmazásokhoz tervezték. Manipulálás és mérnöki visszafejtés elleni védelemmel rendelkezett, az IBM növelt biztonságú Trusted Foundry gyárában készül. Jellemzői: beágyazott DRAM, kettős 440 mag dupla pontosságú FPU-kkal, a kommunikáció gyorsítására és védelmére szolgáló kisegítő számítóegységek, komplex algoritmusok és a magok közötti szinkronizáció.

### PowerPC 450
A Blue Gene/P szuperszámítógép feldolgozó magja, az IBM tervezte és gyártja. Hasonló a PowerPC 440-hez, de a részleteiről igen keveset közöltek.

#### Blue Gene/P
A Blue Gene/P processzor négy 850 MHz-en futó PowerPC 450 magból áll, ezek összteljesítménye eléri a 13,6 gigaFLOPot. Az IBM állítása szerint ez más szuperszámítógép-processzorokkal összehasonlítva egy igen energiahatékony kialakítás.

### PowerPC 460
A 2006-ban bevezetett 460-as mag hasonló a 440-eshez, de ennek órajele elérheti az 1,4 GHz-et, többmagos alkalmazások ban való felhasználásra tervezték és utasításkészletét 24 további digitális jelfeldolgozás céljaira szolgáló DSP utasítással bővítették. A magokat kis fogyasztásúak, de nagy teljesítményűek, például a 464-H90 mag mindössze 0,53 W-ot fogyaszt 1 GHz-en. A 460-as mag a Power ISA v.2.03 „Book III-E” specifikációjának felel meg.
- PowerPC 460S – Egy teljesen szintetizált mag, az IBM-től vagy Synopsystól licencelhető gyártás céljából, különböző szerződéses gyártóknál. A 460S konfigurálható különböző változó méretű L1 és L2 gyorsítótárakkal és SMP és FPU támogatással vagy anélkül.[17]
- PowerPC 464-H90 - Egy 90 nm-es, „kemény mag” (nem szintetizálható), 2006-ban bocsátották ki, testreszabható mag ASIC-okban való felhasználásra; gyárthatja az IBM, vagy szerződés szerint a Chartered[18] vagy a Samsung.
- PowerPC 464FP-H90 – 2007-ben jelent meg, szintén „kemény mag”, egy duplapontosságú lebegőpontos egységgel bővítve.

#### AppliedMicro
- A PowerPC 460SX és 460GTx a 464-H90 magon alapul. A nagyon nagy teljesítményű tároló és hálózati működésű alkalmazásokat célozzák. 0,8-től 1,2 GHz-ig terjedő sebességen futnak, 512 KiB második szintű gyorsítótárral rendelkeznek, ami megduplázza a SRAM tár méretét, 400 MHz órajelű DDR2 memóriavezérlőt, négy Gigabit Ethernet vezérlőt, PCIe vezérlőket és különböző alkalmazásspecifikus gyorsítókat és vezérlőberendezéseket tartalmaznak. 90 nm-es eljárással készülnek.
- APM82181 – 0,8–1 GHz órajelű 464-alapú egylapkás rendszer, tárolóeszközökben történő használatra. DDR2 vezérlő, második szintű gyorsítótárként konfigurálható 256 KiB SRAM, PCIe, SATA2, USB2, Gbit Ethernet és különféle más bemeneti/kimeneti interfészek és gyorsítók, úgymint TCP/IP offloading, RAID5 és kriptográfiai gyorsítók – találhatók benne.
- APM86190 és APM86290 PACKETpro – kódnevén "Mamba", 0,6-1,5 GHz-en futó, a PowerPC 465 magon alapuló egy- és kétmagos egylapkás rendszer (SoC) processzorok. Jellemzőik: 32 KiB L1 utasítás-, 32 KiB L1 adat-gyorsítótárak, 256 KiB második szintű gyorsítótár, DDR3 vezérlő, PCIe, SATA2, USB2, Gbit Ethernet, különféle egyéb bemeneti/kimeneti interfészek és gyorsítók, mint pl. TCP/IP offloading, egy kriptográfiai gyorsító nem felejtő tárolóval a titkosító kulcsok számára, biztonságos indítással (boot) és manipuláció elleni védelemmel.
- APM86791 PACKETpro - kódnevén "Keelback", a PowerPC 465 magon alapuló egymagos SoC-processzor. 1 GHz-en fut, jellemzői: 32 KiB utasítás- / 32 KiB adat L1 gyorsítótár, 256 KiB második szintű gyorsítótár, DDR3 vezérlő, 2× PCIe, 2× SATA2, 2× USB2, 4× Gbit Ethernet. Magában foglal egy ARM Cortex-M3-alapú SLIMpro nevű, 250 MHz-en futó kriptográfiai gyorsítót ami biztosítja biztonságos ROM-ból történő bootolást és a manipuláció elleni védelmet.[19][20]

### PowerPC 470
A 470-es beágyazott és testreszabható mag a Power ISA v2.05 „Book III-E” specifikációnak felel meg. Az IBM tervezte a kaliforniai LSI Corporation-nel együtt, megvalósítása a 2009-ben megjelent PowerPC 476FP beágyazott mag. A 476FP mag 32/32 kB L1 gyorsítótárral, kettős egész típusú/fixpontos egységgel és egy SIMD végrehajtást támogató duplapontosságú FPU-val rendelkezik, az FPU DSP utasításokat is kezel. Disszipációja 1,6 W 1,6 GHz-en. 45 nm-es gyártási eljárással készül. 9 fokozatú sorrenden kívüli, 5 kibocsátású futószalagja max. 2 GHz-es órajelet tesz lehetővé, támogatja a PLB6 sínt, max. 1 MiB második szintű gyorsítótárat és max. 16 mag használatát SMP konfigurációkban.
- LSI Axxia ACP3448 - 1,8 GHz, 4× 476FP mag, 512 KiB második szintű gyorsítótár magonként, 4 MiB csipre integrált harmadik szintű gyorsítótár, 2× DDR3 vezérlő, 2× 10 Gbit Ethernet, 3× PCIe és változatos hálózati feldolgozó processzorok[22]
- C*Core C1000 – egy 476FP magon alapuló beágyazott processzorcsalád, fogyasztói elektronikai berendezésekbe[23]
- ChinaChip CC2000 – 476FP magon alapuló processzor integrált DSP-vel és GPU-val, játékkonzolok számára

## Fordítás
Ez a szócikk részben vagy egészben  a   PowerPC 400 című angol Wikipédia-szócikk ezen változatának fordításán alapul.  Az eredeti cikk szerkesztőit annak laptörténete sorolja fel. Ez a jelzés csupán a megfogalmazás eredetét és a szerzői jogokat jelzi, nem szolgál a cikkben szereplő információk forrásmegjelöléseként.